# Hiroyuki Sakashita
Hiroyuki Sakashita (Japó, 6 de maig de 1959) és un exfutbolista japonès.

## Selecció japonesa
Hiroyuki Sakashita va disputar 1 partits amb la selecció japonesa.